# Solomon Berewa
Solomon Berewa (ur. 6 sierpnia 1938 w Bupe Chiefdom, Dystrykt Bo, Sierra Leone, zm. 5 marca 2020) – polityk, wiceprezydent Sierra Leone od 21 maja 2002 do 17 września 2007.
Od września 2005 Solomon Berewa jest liderem Partii Ludowej Sierra Leone (SLPP, Sierra Leone People's Party). Został wybrany przez swoją partię oficjalnym kandydatem w wyborach prezydenckich w sierpniu 2007.
Wcześniej, w okresie od 1996 do 1997 oraz od 1998 do maja 2002, Berewa zajmował urząd ministra sprawiedliwości.
W pierwszej turze wyborów 11 sierpnia 2007 Berewa zajął drugie miejsce z wynikiem 38,3 % głosów poparcia, za kandydatem opozycji Ernestem Bai Koromą, który zdobył 44,3% głosów. Druga tura wyborów odbyła się 8 września 2007.
17 września 2007 Państwowa Komisja Wyborcza podała oficjalne wyniki. Zwycięzcą został Ernest Bai Koroma, zdobywając 54,6% głosów, podczas gdy Solomon Berewa uzyskał 45,4% głosów poparcia. Tego samego dnia Koroma został zaprzysiężony na stanowisko prezydenta kraju, w uroczystości na której obecny był także Berewa.